# Carter (krater)
För andra betydelser, se Carter.
Carter är en nedslagskrater med en diameter på 17 kilometer, på planeten Venus. Carter har fått sitt namn efter den amerikanska artisten Maybelle Carter.